# Hans Gisler

1952, Hans Gisler

Hans Gisler (* 17. Mai 1889 in Zürich; † 9. Februar 1969 in Zollikon) war ein Schweizer Bildhauer, der vor allem in Zürich tätig war.

## Leben und Werk
Hans Gisler erhielt seine Ausbildung in Zürich. Er war von 1905 bis 1908 ein Schüler Richard Kisslings; von 1924 bis 1959 lehrte er an der ETH Zürich. Zu seinen Schülerinnen gehörten Friedel Grieder, Elsbeth Meyer und Elly Iselin-Boesch.
Seine Werke umfassen Bauplastiken, Brunnen wie z. B. den Rationierungsbrunnen in Wipkingen, Grabdenkmäler wie das Grabdenkmal auf dem Ehrengrab Henri Dunants sowie Büsten und Reliefs. Aus dem Jahr 1924 stammt das Porträt Gustav Adolf Toblers.

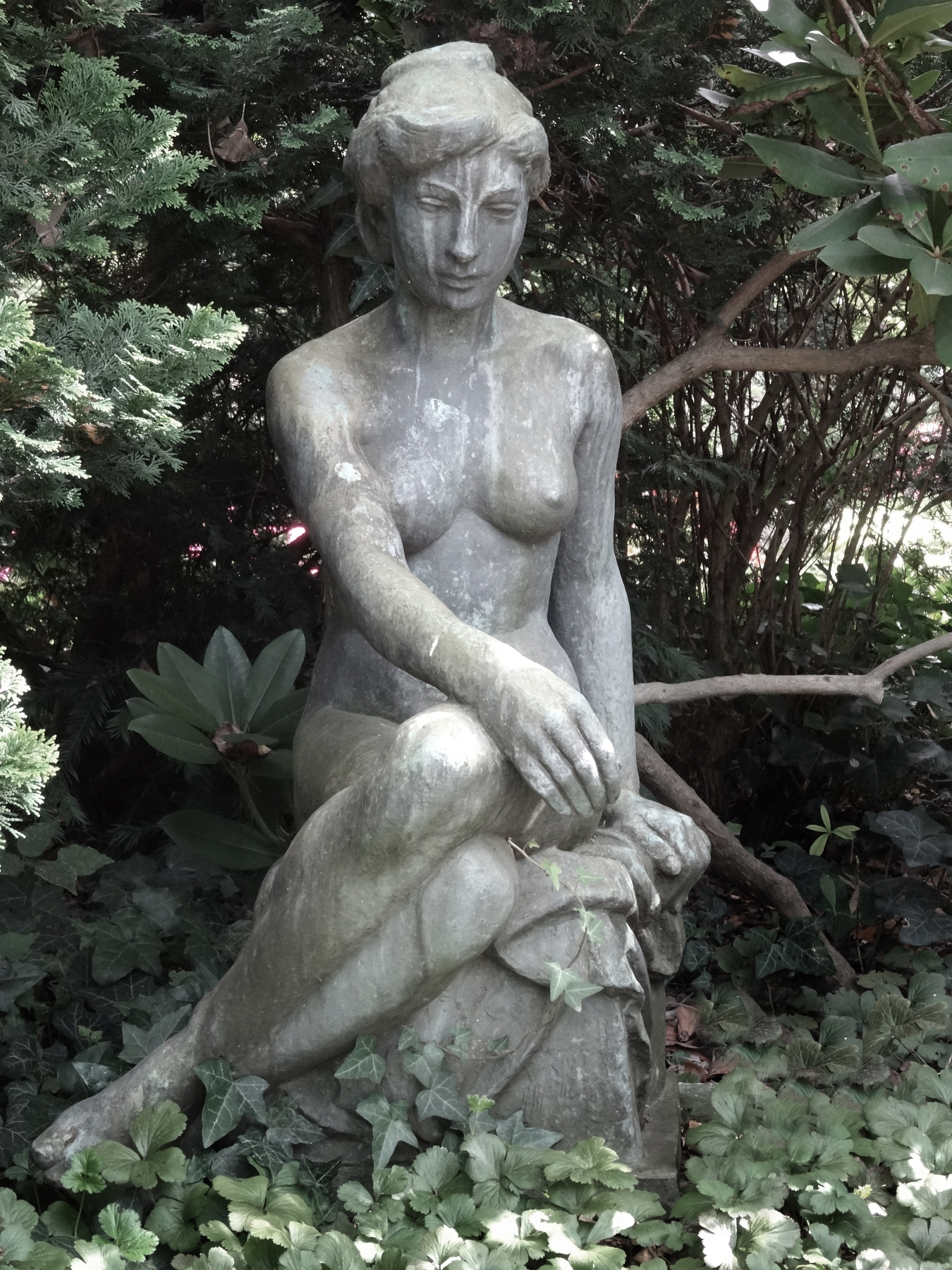
Grabplastik. Friedhof Enzenbühl
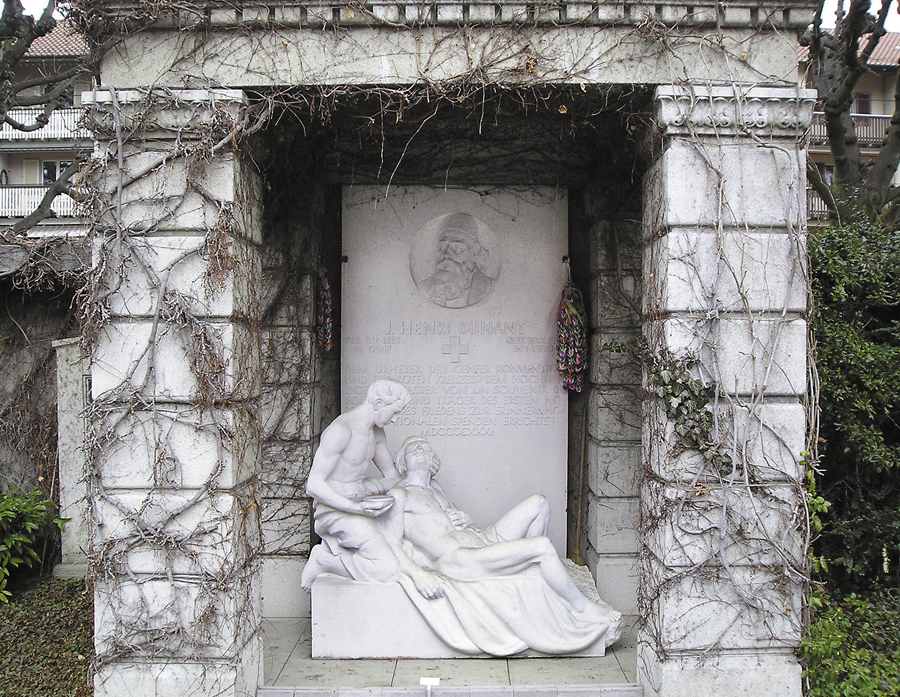
Grabplastik für Henry Dunant
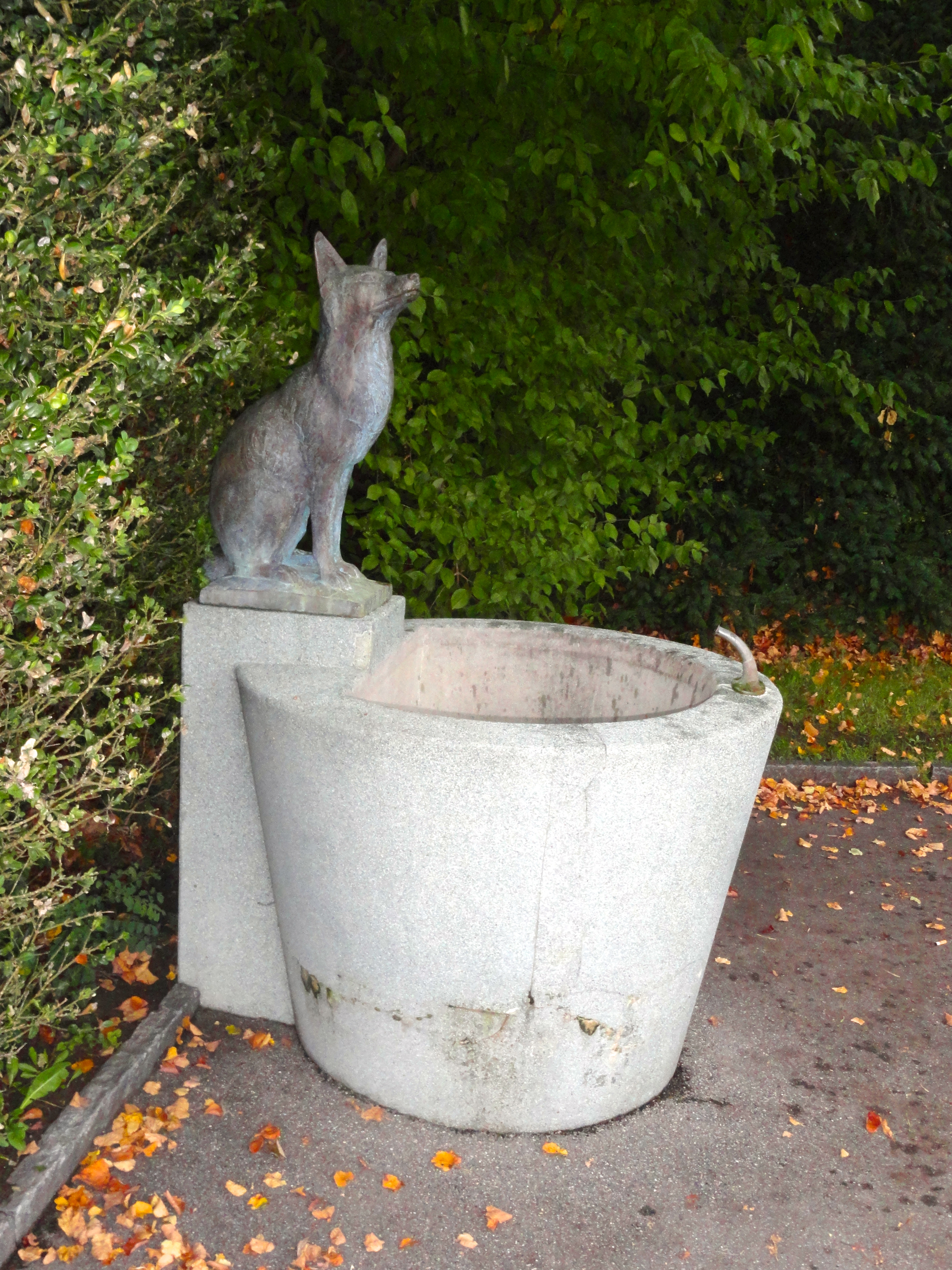
Füchslibrunnen, Zollikon
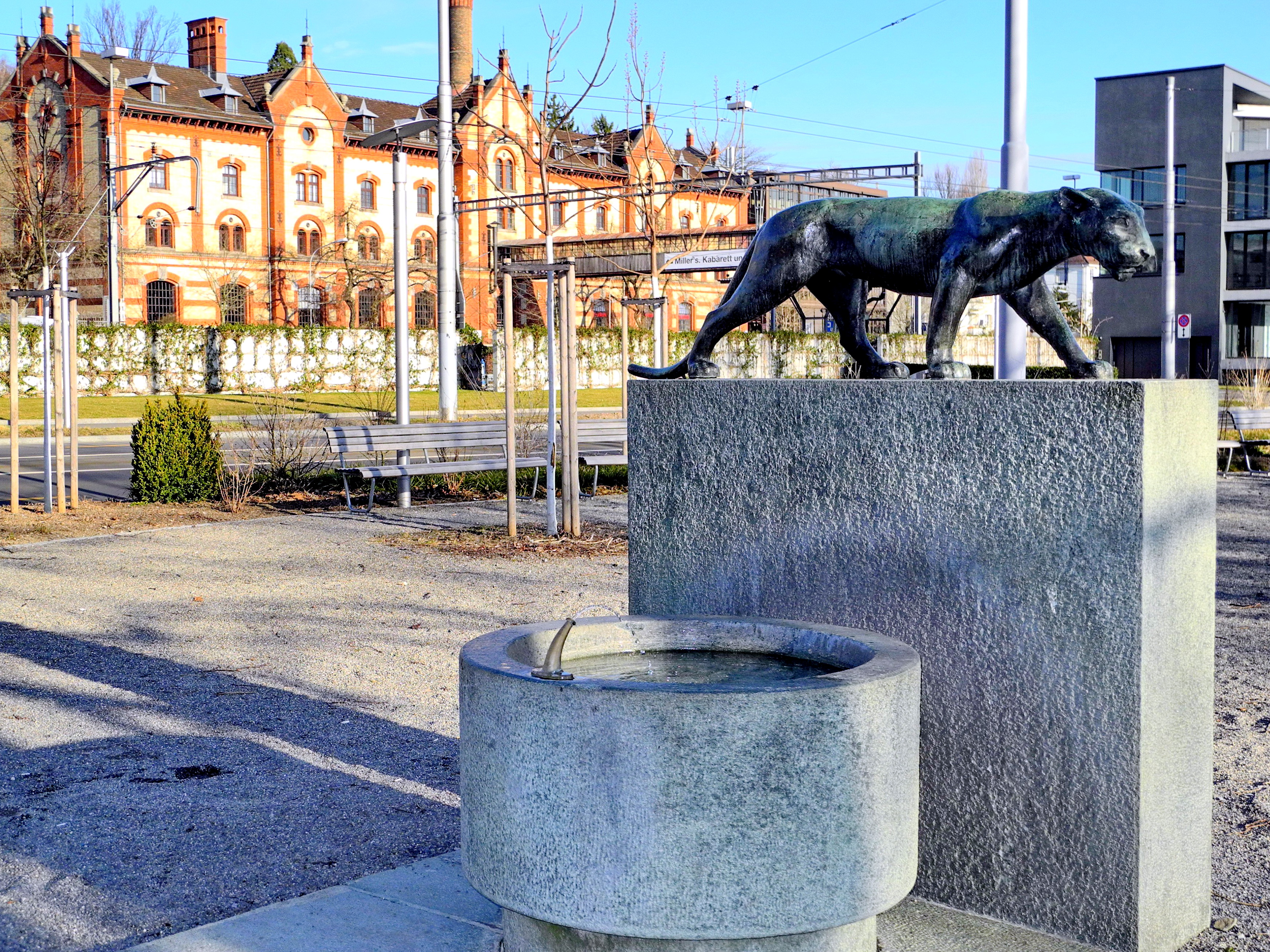
Brunnenplastik, Seefeld